# کورت اینزوورث
کورت اینزوورث (انگلیسی: Kurt Ainsworth؛ زادهٔ ۹ سپتامبر ۱۹۷۸) بازیکن بیس‌بال اهل ایالات متحده آمریکا بود.
وی در مسابقات کشوری و بین‌المللی در مجموع برندهٔ ۱ مدال طلا شده‌است.